# NGC 6679
NGC 6679 é uma galáxia espiral (Sc) localizada na direcção da constelação de Draco. Possui uma declinação de +67° 08' 50" e uma ascensão recta de 18 horas, 33 minutos e 31,4 segundos.
A galáxia NGC 6679 foi descoberta em 24 de Junho de 1887 por Lewis A. Swift.